# Shaq Thompson
Shaquille Green Thompson (Sacramento, California, 21 de abril de 1994) más conocido como Shaq Thompson, es un jugador profesional estadounidense de fútbol americano que se desempeña en la posición de linebacker en Buffaalo Bills, equipo de la National Football League (NFL).

## Carrera
Fue seleccionado en la primera ronda en la Reunión Anual de Selección de Jugadores de la NFL de 2015. Hizo su debut profesional con el equipo Carolina Panthers, donde lleva jugando nueve temporadas.